# 劳拉·内格里索利
劳拉·内格里索利（義大利語：Laura Negrisoli，1974年9月7日—），意大利女子乒乓球运动员。她曾代表意大利参加1996年和2004年夏季奥林匹克运动会乒乓球比赛，其中1996年奥运会参加女子双打小项，2004年奥运会参加女子单打小项。